# 재가승
재가승(在家僧)은 함경북도의 두만강변의 여러 마을들에서 살던 족속 집단들을 부르는 말이다. 그들은 외모상으로는 한국인들과 구분되지 않았으나 일반적인 한민족과는 조금 다른 풍습을 가지고 있었다고 전해진다. 이들은 한민족에 거의 동화된 여진족의 후손으로 추정되며, 그들 스스로도 한국인이기는 하나 일반 한국인과 구분되는 정체성을 갖고 있었다. 1960년대에는 완전히 동화되었다.

## 어원
재가승(在家僧)은 본래 가정을 가진 승려라는 뜻이다. 이를 송나라인 서긍은 《고려도경》을 통해 취부라는 용어를 사용했고, 일본인 이마니시 류(今西龍)는 〈在家僧に關する調査一斑〉를 통해 취처라는 용어를 사용해 모두 배우자를 가졌다는 뜻으로 기술하였다. 재가승을 지칭하던 용어는 우바새승, 대처승이 있다. 우바새승은 우바새와 승려를 뜻하는 접사 승의 파생어로, 우바새(優婆塞)는 팔리어 우바사카(𑀉𑀧𑀲𑀓, उपासक)의 음역이다.

## 역사
유래에 대해서는 이견이 많은데 고구려 때부터 살던 여진인이라는 설이 있고 고려 여진 정복 이후 원주민들이 모여 살게 하던 부락에서 비롯되었다는 설이 있다. 재가승 집단이 개별적인 민족이라는 관점은 20세기 이후에 형성된 것으로 생각된다.
일제강점기에 들어서 지리적 한계가 해소되면서 일반의 사람들과 어울려 살기 시작했다.

## 풍습 및 생활상
재가승들은 주로 농업 생활을 하였으며 산간에 은둔하며 화전농업을 하며 주로 귀리를 생산했다. 생산된 귀리를 이용하여 다른 세금이 면제된 대신에 초신과 귀리로 만든 황지(黃紙)를 생산하여 바쳤다.
장례 풍습은 원래는 화장이었으나 이후 현지 풍습을 받아들여 매장을 하였다. 마을의 절에는 따로 승려는 없지만 주민들은 불교를 바탕으로 한 생활을 하였으며 불교에 능숙한 사람을 촌장으로 뽑았다. 불교를 바탕으로 생활하여 풍속에는 규율이 엄격하여 저속하거나 야한 풍속은 매우 멀리하였다. 마을에는 엄격한 규율이 있어 방장을 뽑아 행정 업무를 맡고 도방장을 뽑아 군사 관련 업무를 맡겼다.
여러 가지 이질적인 풍습이 존재했는데 그 중에는 연중 2번 올리는 산치성(부군치성)과 연중 4번 올리는 산제가 있었다. 결혼은 외지인들이 그들과 혼인할 때에는 그들 마을에 와서 살아야 했다. 또한 특이하게 제사를 지낼 때에는 붉은 옷을 입었다. 그들은 차츰 한민족에 동화되어 갔다.
1935년의 조사에 의하면 인구는 약 4천명 가량이었는데 가장 많이 분포했던 곳은 함경북도 회령군 창두면 종암동 그리고 함경북도 온성군 미포면 월파동이었다. 사는 마을은 '재가승마을' 혹은 '중골'이라 불리었으며 이들은 모두 하천인으로 대우되었다. 일제는 전쟁 준비와 인구 법에 의해 인구 4천명 가량을 남한으로 이주시켰다.
대산귀(大山鬼)라는 풍습이 있어 마을에 병자가 생겼을 때 행하는 풍습으로 하천 가까운 곳에 높은 다락을 세우고 장대를 세운 후 그 곳에 '신명'이라고 쓰인 긴 천을 매달고 밤새도록 굿을 하였다.

## 언어
언어는 한국어의 하위 방언이라고 할 수 있는 동북 방언이 쓰였다. 언어학자 곽충구는 만약 이들이 육진 방언을 사용했다면 함경북도 주민들과 같은 생활 공간을 공유하기 시작한 일제강점기부터 소통에 있어 특이점을 서술한 문헌과 같은 흔적이 발견되어야 했으나 이러한 흔적이 발견되지 않았다는 점에서 동북 방언을 사용했다고 보았다.

## 기록
재가승에 대한 언급은 조선 왕조 시기부터 일제강점기 시기에 걸쳐 언급되어 왔지만 대부분 흥미 위주의 단편적인 서술이 많다. 여진족의 후예로 추정되는 재가승들이 함경북도 지역에 집단으로 거주하면서 가정을 꾸리고 고기를 먹는다는 사실을 부각하여 독자의 관심을 유도하는 글이 대부분이다. 대한민국 내 불교학계에서는 재가승에 대한 연구가 이뤄지지 못했다.
일제강점기에는 이재욱의 동아일보 르포인 〈재가승만고〉, 이마나시 료의 〈在家僧に關する調査一斑〉, 함경북도 사회과 보고서, 이능화의 《조선불교통사(朝鮮佛敎通史)》이 있다.

### 서긍, 《고려도경》
재가승이 여진족의 일파였다는 기록은 송나라인 서긍의 고려도경이 있다. 고려도경의 재가승에 관한 서술은 서긍이 고려의 수도 개성시에 한 달 가량 머물면서 보고 들은 것을 기록한 것으로, 재가승을 직접 목격하고 쓴 글은 아니다. 서긍은 거란이 고려를 침공했을 당시 크게 패배한 원인이 재가승 때문이라고 인식하고 있었기에, 이들을 호전적인 전투 집단으로 묘사했다.
이수창은 서긍이 둔전병을 재가승과 혼동하였다고 지적하였다. 서긍이 둔전병을 재가승과 혼동하였다는 근거로 재가승들이 군대에 가게 되면 각자가 양식을 마련해 가기 때문에 나라의 경비를 소모하지 않고 전쟁할 수 있다는 서술을 들었다. 이는 재가승이 아니라 둔전병에 대한 설명이기 때문이다.
한편 이재욱은 재가승만고를 통해 서긍이 말한 형기의 잔여기간이 남은 도역인이라는 설의 기록이 오래되었고 당시의 정치적 특수성을 생각해 본다면 고려해 볼 만한 학설이라고 보았다. 이재욱은 재가승에 대한 학설을 노예설, 승려설, 번호설로 분류하고 서긍의 기록을 노예설에 해당하는 것으로 보았다. 그러면서도 민속에서 재가화상이라는 멸칭을 서긍이 이를 더러 재가화상이라는 특수계층이라 하는 것은 명백한 오류라고 보았다.

## 연구
| 표현   | 의미     | 만주어 | 만주어 발음 | 만주어 뜻      |
| ------ | -------- | ------ | ----------- | -------------- |
| 쓸     | 갈래, 편 | ᠰᡳᠯᠪᠠ  | silba       | 성이 같은 사람 |
| 도레기 | 가죽신발 | ᡨᡠᡵᡝ   | ture        | 가죽신발       |

재가승에 대한 본격적인 연구는 북한의 민속학자 황철산이 쓴 두 편의 논문이 시작으로, 황철산은 다음과 같은 민속어휘와 만주어의 대응을 통해 재가승이 여진족을 기원으로 하는 민족이라는 점을 피력하고자 했다:

## 같이 보기
- 승원
- 민족종교집단
- 한국의 불교